# Френсіс Маріон (актор)
Френсіс Меріон (англ. Francis Marion; 22 липня 1905, Омаха, штат Небраска — 1 січня 1992) — американский актор.
Френсіс Меріон Джейкоббергер (англ. Francis Marion Jacobberger) народився 22 липня 1905 року у Омахі, штат Небрака. Відомим за фільмами «Легіон смерті» (1918), «Небезпеки таємної служби» (1917) і «Аламання Гесперуса» (1927). Помер 1 січня 1992 року в Медфорді, штат Орегон, США.

## Фільмографія
- 1919 — Світ і його жінка
- 1921 — Маленький лорд Фаунтлерой